# More Danico
More danico er et udtryk på middelalderlatin, der kan oversættes til på dansk måde.
Det betegner en type germansk samlivsform, der blev praktiseret i det nordlige Europa i middelalderen. I Jyske Lov er skrevet:
| Citat | Hvis man bor med slegfred (ugift kvinde) så er man anset for at være gift hvis man bor sammen i 3 vintre, man åbenlyst går i seng sammen, og hun har nøgler til huset | Citat |
|       | |       |

Vikingehøvdingen Rollo havde flere friller i samlivsformen more danico, hvoraf den mest kendte var Poppa af Bayeux.

## Begrebets anvendelse uden for Jyske Lov
Tekst mangler, hjælp os med at skrive teksten